# Gaâfour
Pour l’article homonyme, voir Gaâfour (délégation).
Gaâfour (arabe : ڨعفور) est une ville du Nord-Ouest de la Tunisie située à une centaine de kilomètres au sud-ouest de Tunis.

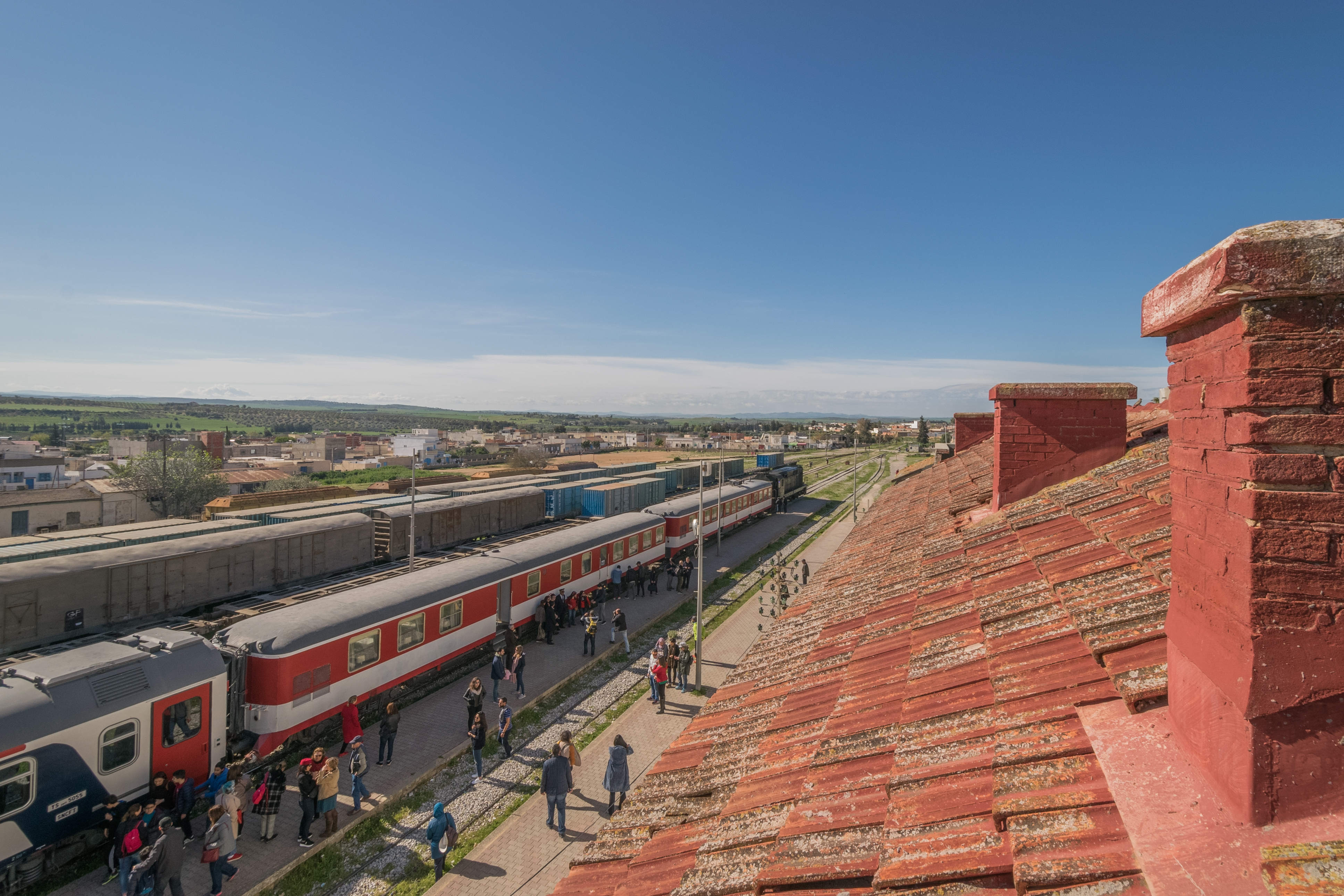
Gare de Gaâfour.

Rattachée au gouvernorat de Siliana, elle constitue une municipalité comptant 10 399 habitants en 2014.
À une altitude de 265 mètres, elle a été construite dans la vallée de l'oued Siliana, à l'intérieur du massif montagneux de la dorsale tunisienne.
Polarisant une région essentiellement agricole, la ville bénéficie d'une gare située sur la ligne ferroviaire reliant Tunis à Kalâat Khasba.

## Histoire
Le village de Gaâfour est créé de toutes pièces à la fin du XIXe siècle par la Compagnie des chemins de fer Bône-Guelma autour de la gare de la ligne ferroviaire reliant Tunis à Kalâat Khasba. Il est prévu pour y loger les cheminots chargés de l'entretien du matériel roulant de cette ligne vitale pour l'évacuation des minerais extraits des mines de l'ouest du pays. 
Certains des habitants sont issus des Ousseltia, une tribu auparavant installée dans le massif du djebel Ousselat, chassée par le bey de Tunis au XVIIIe siècle et venue se réfugier dans la région.